# Sepsis alta
Sepsis alta är en tvåvingeart som beskrevs av Iwasa 1984. Sepsis alta ingår i släktet Sepsis och familjen svängflugor.
Artens utbredningsområde är Nepal. Inga underarter finns listade i Catalogue of Life.